# Feels like Home
Feels Like Home – drugi album amerykańskiej wokalistki Norah Jones, wydany w roku 2004.
W pierwszym tygodniu po wydaniu sprzedano ponad milion kopii, w całym roku 2004 - ponad cztery miliony w USA. „Sunrise”, pierwszy singel z płyty, otrzymał nagrodę Grammy w kategorii najlepszego kobiecego wykonania utworu.
W Polsce nagrania uzyskały certyfikat diamentowej płyty.

## Lista utworów
1. „Sunrise” (Lee Alexander, Jones) – 3:21
2. „What Am I to You?” (Jones) – 3:30
3. „Those Sweet Words” (Alexander, Richard Julian) – 3:23
4. „Carnival Town” (Alexander, Jones) – 3:12
5. „In the Morning” (Adam Levy) – 4:07
6. „Be Here to Love Me” (Townes Van Zandt) – 3:29
7. „Creepin’ In” (Alexander) – 3:04 (wraz z Dolly Parton)
8. „Toes” (Alexander, Jones) – 3:46
9. „Humble Me” (Kevin Briet) – 4:37
10. „Above Ground” (Andrew Borger, Daru Oda) – 3:44
11. „The Long Way Home” (Kathleen Brennan, Tom Waits) – 3:13
12. „The Prettiest Thing” (Alexander, Jones, Julian) – 3:52
13. „Don’t Miss You at All” (Duke Ellington, Jones) – 3:08